# Culcasieae
Culcasieae es una tribu de plantas con flores de la familia Araceae. Tiene los siguientes géneros:

## Géneros
- Cercestis Schott
- Culcasia P. Beauv.
- Rhektophyllum N. E. Br. = Cercestis Schott